# Noël, toi et moi

Noël, toi, et moi (Under the Christmas Tree) est un téléfilm canadien réalisé par Lisa Rose Snow, diffusé en 2021 sur Lifetime.
Comédie romantique de Noël, le téléfilm met en scène la rencontre entre Charlie (Tattiawna Jones) et Alma (Elise Bauman). Il est considéré comme le premier film de Noël lesbien produit par la chaîne Lifetime.

## Fiche technique
Sauf indication contraire, les informations mentionnées dans cette section peuvent être confirmées par la base de données cinématographiques IMDb,  présente dans la section « Liens externes ».
- Titre original : Under the Christmas Tree
- Titre français : Noël, toi, et moi
- Réalisation : Lisa Rose Snow
- Scénario : Michael J. Murray
- Pays de production :  Canada
- Langue originale : anglais
- Durée : 87 minutes
- Dates de sortie :
  - États-Unis : 19 décembre 2021

## Distribution
- Elise Bauman (VF : Anaïs Delva) : Alma Beltran
- Tattiawna Jones (VF : Marie Diot) : Charlie Freemont
- Wendy Crewson (VF : Bénédicte Charton) : Isabella Beltran
- Enrico Colantoni : Marcus Beltran
- Ricki Lake : Marie
- Shawn Ahmed (VF : Gabriel Bismuth-Bienaimé) : Rohan
- Sonia Dhillon Tully (VF : Nathalie Gazdik) : Sonal
- Connie Manfredi (VF : France Renard) : Maggie Claus
- Madelyn Keys : Karla
- Louise Kerr : Grandma Beth
- Alexia Vassos : Elena Nikas
- Percy Anane-Dwumfour : Ted
- Annie Yee : Fanny
- Jessica Yee : Sara

 Source et légende : version française (VF) sur RS Doublage

## Production
Noël, toi, et moi est le premier long-métrage réalisé par Lisa Rose Snow. Le téléfilm est présenté comme le premier film de Noël Lifetime à mettre en scène une histoire d'amour lesbienne. Le scénariste Michael J. Murray est à l'origine de plusieurs autres films de Noël, notamment Un Noël d'enfer (en), le premier de la chaîne américaine à mettre en vedette un couple d'hommes homosexuels,.
Le tournage du film se déroule principalement à Ottawa en septembre 2021. Il est annoncé à la fin de ce mois comme l'un des 35 films de Noël produits par Lifetime en 2021,.

## Accueil
Noël, toi, et moi est diffusé pour la première fois sur Lifetime le 19 décembre 2021, puis en streaming sur le site de la chaîne de télévision.
Le film est nommé à la 33e édition des GLAAD Media Awards en 2022 dans la catégorie « Outstanding TV Movie ».